# Roman Kondelik
Roman Kondelik (* 7. Mai 1972 in České Budějovice, Tschechoslowakei) ist ein ehemaliger deutsch-tschechischer Eishockeytorwart, der zwischen 1999 und 2010 bei den Hannover Indians unter Vertrag stand.

## Karriere
Kondelik begann seine Karriere 1991 beim IHC Písek, für die er zunächst ein Jahr spielte. Anschließend wechselte er zum HC České Budějovice in die tschechische Extraliga, absolvierte dort jedoch nur zwei Spiele. 1994 kehrte der Torwart zum IHC Písek zurück und blieb dort bis 1997, ehe er vom französischen Erstligisten HC Reims verpflichtet wurde.
Nach einem Jahr wechselte Kondelik zur Eintracht Braunschweig, wo er in 49 Spielen im Kasten stand. Ab 1999 spielte der 1,91 m große und 92 kg schwere Torwart in der Herrenmannschaft der Hannover Indians. Nach der Saison 2008/09, in der er mit den Indians den Aufstieg in die 2. Bundesliga schaffte, beendete er offiziell seine Karriere, kehrte allerdings zum Ende der Saison 2009/10 in den Play-downs als Ersatz für den verletzten Jan Münster in das Gehäuse zurück. In Zukunft will er als Eishockey-Schiedsrichter wirken.
In der Saison 2010/11 spielt Roman Kondelik in der Oberliga Ost für den ERV Chemnitz 07, anschließend zwischen 2012 und 2017 für den ESV Waldkirchen in der Bezirksliga Bayern.

## Erfolge und Auszeichnungen
- 2009 Aufstieg in die 2. Bundesliga mit den Hannover Indians